# Disastro aereo di Chicago
Il 20 dicembre 1972, il volo North Central Airlines 575 e il volo Delta Air Lines 954 entrarono in collisione su una pista all'aeroporto Internazionale di Chicago-O'Hare, Illinois, negli Stati Uniti. Morirono dieci persone, tutte sull'aereo della North Central, e in totale ci furono 17 feriti. Questo fu il secondo grave incidente accaduto a Chicago nel dicembre 1972; l'altro era il volo United Airlines 553, precipitato dodici giorni prima durante l'avvicinamento all'aeroporto di Chicago-Midway.

## Gli aerei
Il velivolo della North Central coinvolto, il Douglas DC-9-31 registrato N954N, era uscito dalla linea di produzione il 27 dicembre 1967. Andò distrutto nella collisione.
L'aereo della Delta Air Lines, il Convair CV-880 registrato N8807E, era stato completato il 25 luglio 1960. Subì meno danni rispetto all'altro aereo ma venne comunque ritirato dal servizio.

## Cronologia del disastro

### Volo Delta Air Lines 954
Il volo Delta Air Lines 954 era un volo di linea da Tampa, Florida, a Chicago, Illinois. L'equipaggio era composto dal comandante Robert E. McDowell (36), dal primo ufficiale Harry D. Greenberg (31) e dall'ingegnere di volo Claude F. Fletcher (29), oltre a quattro assistenti di volo. Il Convair CV-880 partì da Tampa alle 15:41 EST del 20 dicembre 1972 e atterrò sulla pista 14L dell'aeroporto Internazionale di Chicago O'Hare alle 05:55 o alle 05:56 pm CST. Durante l'avvicinamento, i piloti furono informati che le piste 14L e 14R venivano utilizzate per le partenze, ma non li avvertirono che era in uso anche la pista 27L.
Le condizioni in aeroporto erano nebbiose, con una visibilità di circa un quarto di miglio (0,4 km). Dopo aver liberato la pista 14L, il volo 954 cominciò a rullare a sud-ovest e sud verso il terminal, lasciando la pista 14L attraverso la pista di rullaggio Bridge Route. Aveva già attraversato il ponte nord-sud che collegava la via di rullaggio dalla pista 14L al terminal quando il primo ufficiale contattò il controllo a terra e riferì che l'aereo si trovava "all'interno [cioè a sud del] ponte", non si era ancora visto assegnare un gate e stava aspettando in un'area di attesa.
Il controllore di terra non sentì le parole "dentro il ponte" e, supponendo che il volo 954 avesse appena lasciato la fine della pista 14L e fosse ancora ben a nord del ponte, gli disse ambiguamente di andare al "box trentadue", il che significava, nella mente del controllore, la rampa della 32R all'estremità sud-est della pista 14L, dove pensava che fosse l'aereo. Per raggiungere la rampa, il volo 954 avrebbe dovuto fare inversione e tornare alla fine della pista 14L, dove era appena atterrato, rullando contro il flusso del traffico; invece, il comandante e il primo ufficiale del volo 954 presumevano entrambi che il controllore di terra capisse che loro erano "all'interno del ponte", e si stesse riferendo alla rampa della 32L, che si trovava all'estremità sud-est della pista 14R, sull'altro lato della rampa della pista 32R. Supponendo che fossero autorizzati a rullare fino alla 32L, procedettero verso di essa utilizzando le vie di rullaggio Bridge, Outer Circular e North-South, attraverso un percorso che si intersecava con la pista 27L.
Non ci furono ulteriori comunicazioni tra il volo 954 e il controllore di terra, il che lasciò quest'ultimo con l'ipotesi che il volo 954 fosse in attesa presso la piattaforma della 32R e non corresse il rischio di entrare in conflitto con altri aerei. Inoltre, i piloti del volo 954 non avevano mai ricevuto la notizia che la pista 27L fosse una pista attiva e non aveva motivo di prevedere di incontrare altri velivoli durante il rullaggio attraverso essa.

### Volo North Central Airlines 575
Il volo North Central Airlines 575 era un volo di linea in partenza dall'aeroporto Internazionale O'Hare e con scalo a Madison, nel Wisconsin, prima di terminare a Duluth, nel Minnesota. Ai comandi si trovavano il comandante Ordell T. Nordseth (49) e il primo ufficiale Gerald Dale Adamson (32). Operando con il Douglas DC-9-31 N954N, il volo ricevette l'autorizzazione dal controllo di terra di O'Hare alle 17:50 CST per il rullaggio fino alla pista 27L per la partenza. Alle 17:58:52 CST, il controllore autorizzò il volo a mettersi in posizione di decollo sulla pista e alle 17:59:18 CST gli diede l'autorizzazione a partire. Alle 17:59:24.3 pm CST, il comandante riferì che stavano per decollare.

## La collisione

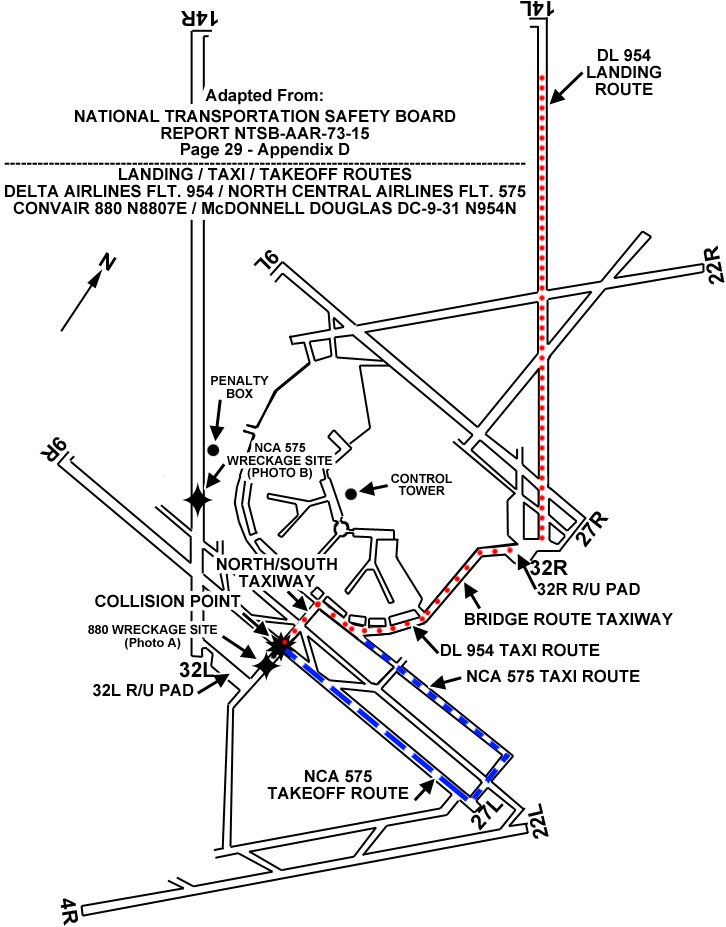
Diagramma del National Transportation Safety Board dal suo rapporto sull'incidente che mostra i percorsi del volo Delta Air Lines 954 (linea rossa tratteggiata) e del volo North Central Airlines 575 (linea blu tratteggiata) all'aeroporto internazionale Chicago-O'Hare il 20 dicembre 1972. Il controllore di terra prevedeva che il volo 954 rimanesse nella piattaforma di rincorsa 32R al centro a destra, mentre l'equipaggio del volo 954 intendeva rullare alla piattaforma di rincorsa 32L in basso a sinistra al centro attraverso una rotta che si intersecava con la pista 27L. Durante la sua corsa per il decollo, il volo North Central 575 si è scontrato con il volo Delta 954 sulla pista 27L nel punto mostrato.

Mentre il DC-9 della North Central stava rullando lungo la pista, la visibilità era di circa un quarto di miglio (400 m). Aveva raggiunto una velocità di circa 140 nodi (260 km/h) quando il suo comandante, scrutando avanti nella nebbia subito dopo le 18:00:03 CST, individuò il volo Delta 954 sulla pista a circa 1 600 piedi (490 m) avanti. Alle 18:00:07.2 pm CST, il comandante del volo 575 ordinò "Tiralo su!" e lui e il primo ufficiale tirarono le rispettive barre di comando nel tentativo di sollevare il loro DC-9 sopra al Convair.
Anche se il DC-9 si era sollevato in aria, era troppo tardi per evitare il contatto con il CV-880, e i due aerei si scontrarono alle 18:00:08.3 pm CST.
Il DC-9 strappò via alcune parti dell'ala sinistra e dello stabilizzatore verticale del CV-880 e causò tre importanti danni nella parte posteriore della fusoliera. Il carrello di atterraggio principale destro del DC-9 si staccò durante la collisione, così come una parte dei flap dell'ala destra.
Dopo la collisione, il comandante del volo 575 stabilì che il DC-9 non poteva rimanere in volo e tentò di atterrare di nuovo sulla pista. Quando lo fece, i due pezzi rimanenti del carrello di atterraggio collassarono e il DC-9 scivolò sulla propria fusoliera fuori pista 27L, attraverso un'area erbosa, e sulla pista 32L, dove si fermò e prese immediatamente fuoco.
L'equipaggio del volo 954 apparentemente non era a conoscenza dell'avvicinarsi del DC-9 fino a quando non lo sentì colpire il loro aereo, e non lo videro fino a quando il primo ufficiale non lo osservò schiantarsi sulla pista dietro di loro.

## L'evacuazione

### Volo Delta 954
Immediatamente dopo la collisione, il comandante del volo 954 ricevette la segnalazioni di un incendio a bordo del CV-880, spense i motori e ordinò un'immediata evacuazione di emergenza. L'equipaggio aprì le quattro porte d'emergenza e dispiegò gli scivoli, e in poco tempo tutti gli occupanti dell'aereo furono evacuati con successo in circa cinque minuti senza ulteriori incidenti.

### Volo North Central 575
Dopo che il DC-9 si fermò sulla pista 32L, scoppiò un incendio nella parte posteriore dell'aereo, la cabina passeggeri si riempì rapidamente di fumo e l'illuminazione interna era scarsa. Il comandante tirò le manette dell'estintore e ordinò un'evacuazione d'emergenza. Un passeggero aprì la porta sopra l'ala destra e scappò da quella parte. Una hostess aprì quella sinistra, scese dall'aereo e invitò i passeggeri a seguirla; solo in quattro lo fecero. Un'altra spalancò il portellone d'ingresso principale ed estese lo scivolo d'emergenza, che però non si gonfiò; venne spinta fuori dalla porta, dopodiché aiutò i passeggeri a scendere dall'aereo dall'esterno. Il comandante entrò in cabina passeggeri chiamando i passeggeri a seguirlo, quindi uscì dall'aereo attraverso il portellone e li aiutò a terra prima di risalire a bordo per assistere più passeggeri possibile. Il primo ufficiale scappò attraverso un finestrino della cabina di pilotaggio e assistette i passeggeri nello scendere dall'aereo dall'esterno, come una delle hostess. In totale 27 passeggeri uscirono dal portellone principale.

## Responsabilità nel salvataggio
A causa delle condizioni di nebbia e della visibilità molto limitata in aeroporto, i controllori impiegarono quasi due minuti per determinare che fosse successo qualcosa al volo North Central 575. Una volta capito la gravità della situazione, allertarono i vigili del fuoco di Chicago, che giunsero alla pista 32L un minuto o tre dopo l'incidente. Impiegando 11 veicoli antincendio e due ambulanze, i vigili del fuoco estinsero le fiamme in circa 16 minuti intorno alle 18:19 CST.
Anche a causa della scarsa visibilità, i controllori e il personale di soccorso rimasero all'oscuro della collisione e del coinvolgimento del volo Delta 954 fino alle 18:28 CST, 28 minuti dopo la collisione, quando il personale dei vigili del fuoco scoprì il Convair danneggiato ed evacuato lungo la pista di rullaggio.

## Vittime

### Volo Delta 954
Due persone a bordo del Convair della Delta riportarono solo delle ferite lievi, ma tutte le 93 a bordo evacuarono senza ulteriori problemi.

### Volo North Central 575
In totale morirono 10 persone, tutti passeggeri. Nove persero la vita nel parapiglia scatenatosi durante l'incendio post-collisione, non riuscendo ad uscire; la decima persona morì più tardi. Quindici persone a bordo del volo 575 riportarono delle ferite non mortali.

## L'indagine
Il National Transportation Safety Board pubblicò il suo rapporto sull'incidente il 5 luglio 1973. Venne rilevato che la probabile causa dell'incidente era stata l'incapacità del sistema di controllo del traffico di terra di garantire un'adeguata separazione degli aerei nella visibilità limitata. Venne anche riferito che la terminologia non standard, utilizzata per accelerare il flusso del traffico, era comune nelle comunicazioni tra i controllori e gli equipaggi nell'area dell'aeroporto e includeva l'omissione di parole, una fraseologia alterata e l'uso di espressioni colloquiali. Inoltre si suppose che la mancanza di chiarezza nella formulazione da parte del controllore di terra nelle sue comunicazioni con il volo Delta 954 e l'incapacità di questo equipaggio di richiedere la conferma che il loro rullaggio corrisponde a quello compreso dal controllore di terra erano tra le principali cause dell'incidente.
Gli investigatori scoprirono anche che il programma di addestramento della North Central non includeva l'evacuazione pratica in condizioni di incidente simulato, e che questa mancanza di addestramento pratico da parte dell'equipaggio del DC-9 significava che l'evacuazione dell'aereo aveva richiesto più tempo del normale. La FAA richiese alla North Central Airlines di apportare dei miglioramenti per evitare che la storia si ripetesse. Addirittura l'NTSB scoprì che il radar del controllo a terra non era stato utilizzato correttamente durante l'incidente, e che nemmeno i controllori di terra erano qualificati per il suo uso, pertanto raccomandarono che l'aeroporto Internazionale di Chicago-O'Hare adottasse il metodo standard per il suo utilizzo impiegato negli altri aeroporti.